# 향기도
향기도(香氣島)는 경상남도 사천시 서포면에 있는 섬이다. 특정도서로 지정하여 관리되고 있다.

## 특정도서
향기도는 자연경관이 우수하고, 모감주나무군락이 우수하며, 해양무척추동물상이 풍부하고, 파식대, 해식애와 사력해안이 분포하여 독도 등 도서지역의 생태계보전에 관한 특별법에 의거 특정도서로 지정되었다.
- 지정번호 : 제121호
- 면적 : 20,231m2
- 지번 : 경상남도 사천시 서포면 비토리 산48